# Akita Shinkansen
La Akita Shinkansen (秋田新幹線?) è una linea Mini-shinkansen giapponese, a scartamento normale, che collega Tōkyō e Akita. Una "Mini-shinkansen" è una linea convenzionale un tempo a scartamento ridotto (1067 mm) trasformata in una linea a scartamento normale (1435 mm) e sulla quale circolano sia treni ad alta velocità (che proseguono il loro tragitto su una linea ad alta velocità) che treni ordinari; la velocità massima è limitata a 130 km/h.

## Servizi
Il servizio sulla linea è chiamato Komachi, e lungo il percorso della Tōhoku Shinkansen fra Tōkyō e Morioka viaggia accoppiato con un treno Hayate. Qui i due treni vengono separati, e il Komachi prosegue indipendentemente alla velocità massima di 130 km/h. Dal 16 marzo 2013 sono entrati in servizio i nuovi convogli della serie E6 a 7 carrozze sulla variante di servizio Super Komachi, accoppiata fino a Morioka con un treno Hayabusa. Questi treni effettuano anche alcune corse Komachi; da marzo 2014 effettueranno tutti i servizi della linea, e da allora tutti i servizi Super Komachi torneranno a essere semplicemente Komachi.

## Storia
- 22 marzo 1997: il tratto venne inaugurato con servizi offerti da convogli della serie E3 a 5 carrozze.
- 1998: la composizione viene allungata a 6 casse.
- 16 settembre 2001: raggiunti i 10 milioni di passeggeri.
- 11 marzo 2006: raggiunti i 20 milioni di passeggeri.
- 18 marzo 2007: il divieto di fumo viene esteso a tutte le carrozze.
- 11 marzo 2011: tutti i servizi sono sospesi a causa del terremoto e maremoto del Tōhoku del 2011.
- 18 marzo 2011: ricominciano alcuni servizi tra Morioka e Akita.
- 29 aprile 2011: ricomincia il servizio fra Tōkyō e Akita.
- 16 marzo 2013: introduzione dei nuovi treni della serie E6, che in servizio Super Komachi viaggiano alla velocità di 300 km/h.
- 14 marzo 2014: ultimo giorno di servizio sulla linea per i treni della serie E3 e per la variante Super Komachi.

## Percorso
| Stazione    | Giapponese | Distanza da Tokyo | Distanza da Morioka | Collegamenti                                                                                | Posizione   | Posizione |
| ----------- | ---------- | ----------------- | ------------------- | ------------------------------------------------------------------------------------------- | ----------- | --------- |
| Morioka     | 盛岡       | 535,3             | 0,0                 | Tōhoku Shinkansen Linea principale Tōhoku Linea Yamada Linea Tazawako Ferrovia Iwate Galaxy | Morioka     | Iwate     |
| Shizukuishi | 雫石       | 552,9             | 16,0                | Linea Tazawako                                                                              | Shizukuishi | Iwate     |
| Tazawako    | 田沢湖     | 579,4             | 40,1                | Linea Tazawako                                                                              | Senboku     | Akita     |
| Kakunodate  | 角館       | 600,0             | 58,8                | Linea Tazawako                                                                              | Senboku     | Akita     |
| Ōmagari     | 大曲       | 618,5             | 75,6                | Linea principale Ōu Linea Tazawako                                                          | Daisen      | Akita     |
| Akita       | 秋田       | 670,2             | 127,3               | Linea principale Ōu Linea Tazawako Linea principale Uetsu                                   | Akita       | Akita     |